# 大花银莲花
大花银莲花（学名：Anemone silvestris）为毛茛科银莲花属的植物。分布在欧洲、亚洲以及中国大陆的辽宁、河北、黑龙江、吉林、新疆、内蒙古等地，生长于海拔580米至3,400米的地区，一般生长在山谷草坡、草原、桦树林边及多砂山坡。